# Cyprus International 2007
Die Cyprus International 2007 im Badminton fanden vom 11. Oktober bis zum 14. Oktober 2007 in Nikosia statt.

## Sieger und Platzierte
| Disziplin    | Gold                                 | Silber                                       | Bronze                              |
| ------------ | ------------------------------------ | -------------------------------------------- | ----------------------------------- |
| Herreneinzel | Chetan Anand                         | Kevin Cordón                                 | Kristian Nielsen                    |
| Herreneinzel | Chetan Anand                         | Kevin Cordón                                 | Petr Koukal                         |
| Dameneinzel  | Kati Tolmoff                         | Karina Jørgensen                             | Ragna Ingólfsdóttir                 |
| Dameneinzel  | Kati Tolmoff                         | Karina Jørgensen                             | Telma Santos                        |
| Herrendoppel | Christian Larsen Christian Skovgaard | Morten Kronborg Christopher Bruun Jensen     | Nir Yusim Alexander Bass            |
| Herrendoppel | Christian Larsen Christian Skovgaard | Morten Kronborg Christopher Bruun Jensen     | Peter Mørk Niklas Hoff              |
| Damendoppel  | Jwala Gutta Shruti Kurien            | Kati Tolmoff Ragna Ingólfsdóttir             | Maria Kaaberbol Thorberg Maja Bech  |
| Damendoppel  | Jwala Gutta Shruti Kurien            | Kati Tolmoff Ragna Ingólfsdóttir             | Katarzyna Krasowska Dometia Ioannou |
| Mixed        | Chetan Anand Jwala Gutta             | Christian Skovgaard Maria Kaaberbol Thorberg | Peter Mørk Karina Jørgensen         |
| Mixed        | Chetan Anand Jwala Gutta             | Christian Skovgaard Maria Kaaberbol Thorberg | Christian Larsen Maja Bech          |